# Alexandre Bonnot
Pour les articles homonymes, voir Bonnot.
Alexandre Bonnot est un footballeur français né le 31 juillet 1973 à Poissy (Yvelines, France). Il évoluait comme milieu de terrain. 

## Biographie
Formé au PSG, il effectue sa carrière en France puis en Angleterre. 
Il gagne avec le PSG la coupe Gambardella (juniors) en 1991 au côté de Richard Dutruel et Pascal Nouma. 
Il joue pour l'équipe de France de beach soccer en 2006 et 2007.

## Carrière
- 1990-1994 : Paris Saint-Germain
- 1994-1997 : Angers SCO
- 1998-2001 : Watford FC
- 2001-2002 (février) : Queens Park Rangers
- 2003-2004 : Hapoël Beer-Sheva
- 2004-2005 : Stade raphaëlois[1]